# Lessingianthus scabrifoliatus
Lessingianthus scabrifoliatus là một loài thực vật có hoa trong họ Cúc. Loài này được (Hieron.) H.Rob. mô tả khoa học đầu tiên năm 1994.